# V-ATPase
La V-ATPase est une hydrolase qui catalyse la réaction :
ATP + H2O + H+intérieur  {\displaystyle \rightleftharpoons }  ADP + phosphate + H+extérieur.
Ces enzymes hautement conservées à travers l'évolution assurent des fonctions remarquablement diversifiées chez les eucaryotes. Elles acidifient un grand nombre d'organites intracellulaires et pompent les protons à travers la membrane plasmique de nombreux types de cellules. Elles réalisent cela en hydrolysant l'ATP pour libérer l'énergie nécessaire au transport actif des protons à travers les membranes cellulaires.
On trouve des V-ATPases par exemple dans les membranes des endosomes, des lysosomes et des vésicules sécrétoires, où elles jouent un rôle déterminant dans le fonctionnement de ces organites. Ainsi, le gradient de concentration de protons induit par la V-ATPase autour de la membrane vacuolaire de levure permet l'absorption des cations de calcium Ca2+ grâce à des antiports H+/Ca2+. Par ailleurs, les V-ATPases acidifient les vésicules synaptiques dans le cadre de la transmission synaptique des neurones.
On trouve également des V-ATPases dans les membranes plasmiques d'une grande variété de cellules, telles que celles des tubes collecteurs des reins, des ostéoclastes, des macrophages, des granulocytes neutrophiles, des spermatozoïdes et de certaines tumeurs. Ces enzymes interviennent alors dans l'homéostasie du pH, le transport actif et les métastases. Par exemple, les V-ATPases de la membrane des acrosomes ont pour fonction d'acidifier cet organite des spermatozoïdes, ce qui active les peptides nécessaires pour percer la membrane plasmique de l'œuf. Les V-ATPases des tubes collecteurs des reins permettent d'expulser des protons vers l'urine, ce qui permet en retour de réabsorber le bicarbonate HCO3− dans le sang.